# Grön dvärgand
Grön dvärgand (Nettapus pulchellus) är en fågel i familjen änder inom ordningen andfåglar. Den förekommer i östra Indonesien, på Nya Guinea och i norra Australien. 

## Utseende och läte
Grön dvärgand är som namnet antyder en mycket liten and, med kroppslängden 30–36 en av de allra minsta. Näbben är liten och kroppsformen kompakt. Hane i häckningsdräkt är huvudsakligen mörkgrön på huvud och hals, med mörkgrå hjässa. Den har vita kinder och undersidan är ljusgrå med vita fjäll. Stjärten och vingtäckarna är svarta, armpennorna vita och armtäckarna mörkt grönglänsande. Utanför häckningstid är den mattare i färgerna. Honan har bandad snarare än grön hals. Från hanen hörs ljusa visslingar, från honan mörkare läten.

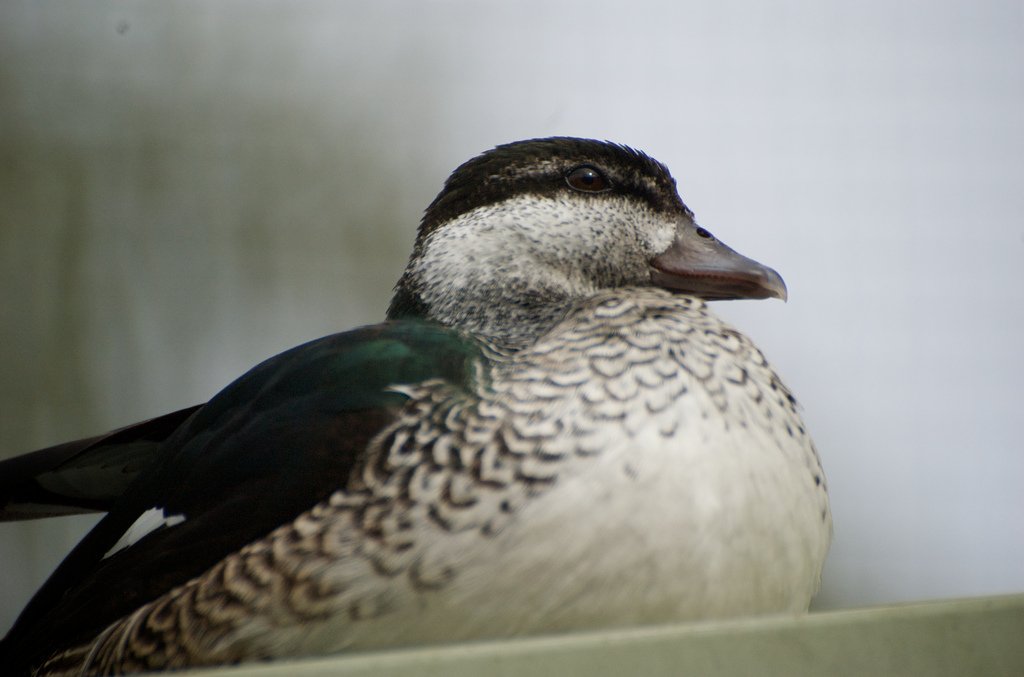
Hona på Perth Zoo

## Utbredning och systematik
Fågeln förekommer från Sulawesi till Moluckerna, Nya Guinea och norra tropiska Australien. Den behandlas som monotypisk, det vill säga att den inte delas in i några underarter.

## Status
Arten har ett stort utbredningsområde och internationella naturvårdsunionen IUCN kategoriserar arten som livskraftig. Beståndsutvecklingen är dock oklar. Världspopulationen uppskattas till mellan 50 000 och 200 000 individer.

## Taxonomi och namn
Grön dvärgand beskrevs för första gången 1842 av John Gould. Det vetenskapliga artnamnet pulchellus betyder "mycket vacker". På svenska har den även kallats grön dvärggås.